# Hammerfest tingrett
Hammerfest tingrett is een tingrett (kantongerecht) in de Noorse fylke Finnmark. Het gerecht is gevestigd in Hammerfest. 
Het gerechtsgebied  omvat de gemeenten Hammerfest, Hasvik, Måsøy en Nordkapp. Het gerecht maakt deel uit van het ressort van Hålogaland lagmannsrett. In zaken waarbij beroep is ingesteld tegen een uitspraak van Hammerfest zal de zitting van het lagmannsrett meestal worden gehouden in Hammerfest.